# SC Telstar VVNH in het seizoen 2011/12
Het seizoen 2011/2012 was het eerste jaar in het bestaan van de Velsense vrouwenvoetbalclub SC Telstar VVNH. De club kwam uit in de Eredivisie en heeft deelgenomen aan het toernooi om de KNVB beker.

## Wedstrijdstatistieken

### Eredivisie
|                    | ADO Den Haag | FC Twente | FC Utrecht | VVV-Venlo | FC Zwolle | sc Heerenveen |
| ------------------ | ------------ | --------- | ---------- | --------- | --------- | ------------- |
| Thuis              | 1 – 4        | 2 – 1     | 1 – 0      | 5 – 0     | 1 – 4     | 3 – 2         |
| Uit                | 2 – 2        | 2 – 1     | 5 – 1      | 3 – 6     | 2 – 0     | 1 – 2         |
| 3e wedstrijd (T/U) | 4 – 2 (U)    | 4 – 1 (U) | 0 – 1 (U)  | 3 – 3 (T) | 3 – 3 (T) | 4 – 2 (T)     |

### KNVB beker
| Achtste finale                             | RKHVV                    | 0 – 6 (0 – ?)                   | SC Telstar VVNH |  |
| Plaats: Huissen Sportpark De Blauwenburcht |                          |                                 | Onbekend        |  |
| Kwartfinale                                | SC Telstar VVNH          | 1 – 1 (1 – 1, 1 – 1) 7 – 8 n.s. | Utrecht         |  |
| Plaats: Velsen-Zuid Telstar Stadion        | 45' Desiree van Lunteren |                                 | 9' Babiche Roof |  |

## Statistieken Telstar 2011/2012

### Eindstand Telstar Vrouwen in de Eredivisie 2011 / 2012
| Stand | Gespeeld | Gewonnen | Gelijk | Verloren | Punten | Doelpunten voor | Doelpunten tegen | Gele kaarten | Rode kaarten |
| ----- | -------- | -------- | ------ | -------- | ------ | --------------- | ---------------- | ------------ | ------------ |
| 3e    | 18       | 8        | 3      | 7        | 27     | 39              | 42               | 8            | 2            |

### Topscorers
| #      | Naam                         | Goal |
| ------ | ---------------------------- | ---- |
| 1.     | Priscilla de Vos             | 16   |
| 2.     | Loïs Oudemast                | 6    |
| 3.     | Claudia van den Heiligenberg | 5    |
| 4.     | Desiree van Lunteren         | 4    |
| 5.     | Dominique Bruinenberg        | 2    |
| 6.     | Kim Dolstra                  | 1    |
| 6.     | Stefanie van der Gragt       | 1    |
| 6.     | Amber van der Heijde         | 1    |
| 6.     | Daphne Koster                | 1    |
| 6.     | Rosa Min                     | 1    |
| 6.     | Annelies Tump-Zondag         | 1    |
| Totaal | Totaal                       | 39   |

| #      | Naam                   | Goal |
| ------ | ---------------------- | ---- |
| 1.     | Desiree van Lunteren   | 1    |
| –      | Onbekend (Tegen RKHVV) | 6    |
| Totaal | Totaal                 | 7    |

### Kaarten
| #      | Naam                   |   |
| ------ | ---------------------- | - |
| 1.     | Kim Dolstra            | 3 |
| 2.     | Dominique Bruinenberg  | 1 |
| 2.     | Stefanie van der Gragt | 1 |
| 2.     | Desiree van Lunteren   | 1 |
| 2.     | Suzanne Marees         | 1 |
| 2.     | Priscilla de Vos       | 1 |
| Totaal | Totaal                 | 8 |

| #      | Naam        |   |
| ------ | ----------- | - |
| –      | Geen speler | 0 |
| Totaal | Totaal      | 0 |

| #      | Naam        |   |
| ------ | ----------- | - |
| 1.     | Loes Geurts | 2 |
| Totaal | Totaal      | 2 |